# The Hangover Part II
The Hangover Part II é um filme de comédia estadunidense de 2011, produzido pela Legendary Pictures e distribuído pela Warner Bros. Pictures. É o segundo filme da trilogia The Hangover iniciada em 2009. Todd Phillips dirigiu o filme além de co-escrever o roteiro juntamente com Craig Mazin e Scot Armstrong. O filme é estrelado por Bradley Cooper, Ed Helms, Zach Galifianakis, Ken Jeong, Jeffrey Tambor, Justin Bartha e Paul Giamatti. The Hangover Part II conta a história de Phil, Stu, Alan e Doug na viagem para Tailândia por causa do casamento de Stu.
Desenvolvimento de The Hangover Part II iniciou-se em abril de 2009, dois meses antes do lançamento do primeiro filme da trilogia. Os atores principais foram divulgados em março de 2010 para reprisar seus papéis que fizeram no primeiro filme. A produção começou em outubro de 2010, em Ontário, Califórnia, antes de passar a localização na Tailândia. O filme foi lançado em 26 de maio de 2011 e, apesar de receber críticas negativas na maior parte dos críticos, se tornou a maior bilheteria de comédia durante suas atividades nos cinemas nortes-americanos.

## Enredo
Dois anos após Las Vegas, Stu (Ed Helms), Phil (Bradley Cooper), Doug (Justin Bartha) e Alan (Zach Galifianakis) viajam para a Tailândia para celebrar o casamento de Stu com Lauren (Jamie Chung). Contra a vontade de Alan, junta-se a o irmão mais novo de Lauren, Teddy (Mason Lee), um jovem estudante de medicina da Universidade de Stanford, e muito querido pela família. Na recepção do casamento, o pai de Lauren expõe publicamente sua desaprovação pelo casamento, falando mal de Stu. No final da noite, Stu, hesitante, junta-se a Phil, Doug, Alan e Teddy para assar marshmallows e beber cerveja, e fazem um brinde à felicidade de Stu e Lauren.
Na manhã seguinte, Phil, Stu e Alan, junto com o mafioso Leslie Chow (Ken Jeong) — de quem Alan ficou amigo em Las Vegas — e um macaco fumante acordam num quarto sujo de hotel em Bangkok, que está sem energia elétrica. Stu tem uma tatuagem no rosto e a cabeça de Alan está raspada. Teddy não está com eles, apenas um de seus dedos decepado é encontrado. Após relatarem que não se lembram de nada Chow começa a relatar-lhes os eventos da noite passada, mas tem uma parada cardíaca após consumir cocaína. Em pânico, Stu, Phil e Alan escondem o corpo de Chow numa máquina de gelo.
Através de Doug — que havia ido embora mais cedo e estava a salvo no hotel —, eles descobrem que Teddy está preso. Ao chegar na prisão, um monge budista é quem está com as roupas e os documentos de Teddy, mas como o monge fez um voto de silêncio, ele não fala. O trio e o monge vão até um bar após achar um cartão, e vêem a vizinhança destruída. Eles entram num estúdio de tatuagem vizinho e descobrem que eles começaram uma briga no bar que se transformou numa baderna pública, com intervenção da polícia, que destruiu a vizinhança. O trio leva o monge de volta a seu templo budista, onde um outro monge os convence a meditar para tentar lembrar do que aconteceu na noite anterior. Alan consegue lembrar de um clube de strip-tease onde eles estiveram. Lá, eles descobrem que Stu teve uma relação sexual passiva com uma prostituta travesti no bar. Na saída, o trio é atacado por dois mafiosos russos numa moto que aparentam ser os donos do macaco que eles roubaram, e Phil é atingido de raspão no braço por um tiro.
Após Phil ser tratado numa clínica, Alan confessa que injetou drogas em alguns dos marshmallows na noite passada — relaxantes musculares e estimulantes pesados — para drogar somente Teddy, mas acidentalmente misturou tudo. Stu ataca Alan, levando-os a descobrir uma anotação na barriga de Alan. O trio se dirige a um hotel de luxo e encontram outro mafioso, Kingsley (Paul Giamatti), que pede um código e senha bancários que estavam de posse de Chow, e as informações devem ser entregues até a manhã seguinte, ou ele matará Teddy, que está com ele. Eles retornam ao hotel para tentar vasculhar o corpo de Chow, mas descobrem que ele ainda está vivo. Após Chow explicar que ele escondeu o código bancário na jaqueta do macaco, eles roubam novamente o macaco dos mafiosos russos através de uma perseguição de carros, e o macaco acaba levando um tiro. Após deixarem o macaco numa clínica veterinária, o grupo retorna ao hotel de Kingsley para completar o acordo. Entretanto, Kingsley é um agente da Interpol, e Chow acaba preso. Os policiais dizem que procuraram por Teddy, mas não o encontraram.
Desesperados e sem ideias, Phil liga novamente para a esposa de Doug, Tracy, para informá-la dos problemas em que eles se meteram. Stu tem uma epifania e deduz que Teddy deve ter acordado no meio da noite para buscar mais gelo para seu dedo decepado, após o primeiro balde de gelo ter derretido, e deve ter ficado preso no elevador após a energia elétrica ter acabado. O trio corre de volta para o hotel sujo e acha Teddy preso no elevador; embora a salvo, ele realmente teve um dedo decepado. Os quatro usam a lancha de Chow, cujas chaves estavam no bolso de Teddy, e viajam de volta para a recepção do casamento de Stu. Chegando na hora em que o pai de Lauren estava prestes a cancelar o casamento, Stu faz um discurso em tom desafiador ao pai da moça, demonstrando confiança e autoridade, e ele finalmente aceita Stu e abençoa o casamento. Durante a festa, Alan presenteia Stu com uma performance musical de Mike Tyson, que havia ficado amigo deles em Las Vegas. Depois da festa, Teddy conta a eles que seu celular - que estava sem bateria quando ficou preso no elevador - estava com muitas fotos da noite anterior. Phil, Stu, Alan, Doug,Teddy e Tyson, após concordarem em apagá-las, começam a olhar as fotos com espanto.

## Elenco
- Bradley Cooper como Phil Wenneck
- Ed Helms como Dr. Stuart "Stu" Price
- Zach Galifianakis como Alan Garner
- Justin Bartha como Doug Billings
- Ken Jeong como Leslie Chow
- Nick Cassavetes como Tatuador
- Jamie Chung como Lauren
- Sasha Barrese como Tracy Billings
- Mike Tyson como ele mesmo
- Mason Lee como Teddy
- Jeffrey Tambor como Sid Garner
- Bryan Callen como Samir
- Paul Giamatti como Kingsley
- Nirut Sirijanya como Fong Srisai

Cooper, Helms, Galifianakis, Bartha, Jeong, Barrese, Vigman e Tambor reprisa seus papéis do primeiro filme. Mike Tyson também reprisa seu papel de um cantor que canta a canção de Murray Head de 1984 "One Night in Bangkok" para o filme. O filme é a estréia de Mason Lee, filho do diretor Ang Lee. Nick Cassavetes tem uma aparição como um tatuador de Bangcoc.

## Desenvolvimento e pré-produção
Em abril de 2009, a Warner Bros definiu o diretor Todd Phillips para escrever uma continuação de The Hangover com Scot Armstrong. A negociação veio dois meses antes do primeiro filme da franquia ser lançado em 5 de junho de 2009. Enquanto muitas vezes os estúdios espera para ver o desempenho de um filme nas bilheterias antes de divulgar uma sequência, The Hangover foi fortemente testado, e um trailer trouxe bons resultados no ShoWest.
Variety informou em julho de 2009, que a produção de The Hangover 2 começaria em outubro de 2010, para um lançamento no Memorial Day de 2011, seguindo o cronograma de produção do primeiro filme. Originalmente o cenário para as festas de despedida de solteiro e outros eventos que aconteceram no filme seria o Rio de Janeiro, mas a escolha final veio ser a cidade de Bangcoc, na Tailândia devido ao personagem de Chow, que pôde ser melhor ambientado nela. Em janeiro de 2010, Phillips negou rumores que o ator Zac Efron se juntaria ao elenco de The Hangover Part II, embora Ed Helms disse que Efron poderia ser uma adição bem-vinda, comentando, "Eu amo aquele cara. Ele é realmente muito engraçado".
Em março de 2010, Phillips negou relatos de que o filme teria lugar no México ou Tailândia afirmando: "Eu não sei. Há um monte de boatos. Havia também o boato que ele estava indo para o México ou algo assim e não são verdadeiras".

## Continuação
Em maio de 2011, dias antes do lançamento de The Hangover Part II, o diretor Todd Phillips disse que "já existem planos para um terceiro filme. E em 11 de setembro de 2012, anunciou o início das gravações de The Hangover Part III. Em comunicado oficial à imprensa, o estúdio revelou: "Desta vez, não há casamento. Nem despedida de solteiro. Então, nada poderia dar errado, certo? Mas quando o Bando de Lobos cai na estrada, tudo pode acontecer."
O estúdio não revelou mais informações sobre a trama do filme. Mais estão confirmados: Bradley Cooper, Ed Helms, Zach Galifianakis e Justin Bartha voltam como Phil, Stu, Alan e Doug, enquanto que John Goodman vive uma espécie de vilão da produção. A direção é de Todd Phillips e o lançamento no Brasil está previsto para o dia 31 de maio de 2013.